# Yahya ibn Abd al-Aziz
Pour les articles homonymes, voir Yahya.
Yahya ibn Abd al-Aziz est le dernier souverain de la dynastie berbère hammadide établie sur le Maghreb central en Algérie actuelle. Fils d'Abd al-Aziz ibn Mansur, il règne à partir de 1121 jusqu'en 1152, quand il est détrôné par les Almohades qui ont envahi ses États.

## Biographie
Yahya est d'un caractère mou et efféminé. Dominé par les femmes et entrainé par l'amour de la chasse, il ne songe qu'aux loisirs pendant que son royaume se divise et que les tribus Sanhadja s'éteignent successivement autour de lui. Il change le coin de la monnaie, marquant ainsi la rupture avec les Fatimides au profit des Abbassides.
En 1148-1149, il se rend à la Kalâa pour y faire des perquisitions et en emporter tous les objets de valeur qui y restent encore, depuis l'abandon de la ville. Il envoie son général le jurisconsulte Motarref-Ibn-Ali-Ibn-Hamdoun mater la révolte d'Ibn-Forcan à Touzer. La ville est prise d'assaut et le rebelle est enfermé à vie dans la prison d'Alger. Selon un autre récit, Yahya le fait exécuter.
Dans une seconde expédition, Motarref s'empare de Tunis et met le siège devant Mahdia, qui résiste. Quand les Normands de Sicile prennent Mahdia en 1148, El-Hacen, le souverain qu'ils venaient de chasser, va trouver Yahya-Ibn-el-Azîz, qui l'envoie à Alger chez son frère, El-Caïd. Quand les Almohades marchent sur Bougie en 1151-1152, El-Caïd abandonne Alger et le peuple de la ville prend El-Hacen pour chef. Celui-ci se rend au-devant d'Abd-el-Moumen et parvient à se concilier sa bienveillance. Yahya envoie alors son frère Sebâ à la tête d'une armée contre les Almohades, mais sa défaite entraîne la chute de Bougie, et Yahya s'embarque pour la Sicile afin de gagner Bagdad. Il débarque à Bône, chez son frère El-Hareth qui lui reproche l'abandon de ses États. Piqué d'un aussi mauvais accueil, il va trouver son frère, El-Hacen à Constantine et le décide à lui remettre le commandement de cette forteresse. Pendant ce temps, les Almohades prennent d'assaut Kalâa et la détruisent de fond en comble, après y avoir tué Djouchen, fils d'El-Azîz, et Ibn-ed-Dahhas, chef athbejite.
En 1152-1153 Yahya prête serment de fidélité à Abd-el-Moumen, et lui cède la ville de Constantine moyennant certaines conditions que le souverain almohade remplit très exactement. Conduit au Maroc par l'ordre de ce prince, il y demeure jusqu'en 1163, quand il va s'établir à Salé dans le château des Beni-Achera. Il y meurt la même année.
El-Hareth, fils d'El-Azîz, seigneur de Bône, s'enfuit en Sicile et ayant obtenu quelques secours du seigneur de cette île, il revient prendre possession de la ville qu'il a abandonnée. Plus tard, il tombe à son tour au pouvoir des Almohades et meurt dans les tourments. Avec lui s'éteint la dynastie des Hammadides.